# 디스트로피
디스트로피(dystrophy) 또는 이영양증(異榮養症)은 신체 조직이 파괴되는 질병이다. 과거에는 영양실조에 의해 생긴다고 믿어졌지만, 일부만 영양 결핍 때문에 발생하고 상당수의 디스트로피들은 영양실조와 무관한 다른 요인 때문으로 밝혀졌다. 이에 따라 의학 용어로서 이영양증이라는 표현의 사용은 지양되는 추세이다. 디스트로피= 스타이너트

## 종류
- 근디스트로피
- 각막 디스트로피
- 복합부위 통증 증후군

## 같이 보기
- 근위축증